# Franz Mehring

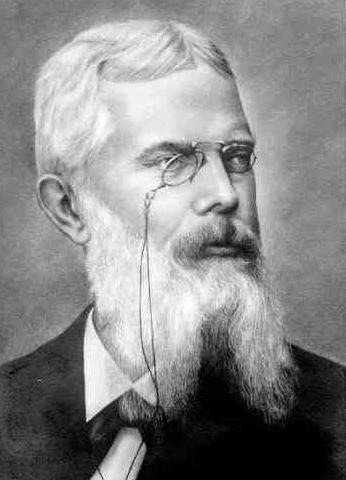
Franz Mehring

Mehring Franz (ur. 27 lutego 1846 w Sławnie w Prusach, zm. 28 stycznia 1919 w Berlinie) – teoretyk i historyk marksistowski, niemiecki filozof, przedstawiciel lewicowego skrzydła niemieckiej i międzynarodowej socjaldemokracji, współtwórca Komunistycznej Partii Niemiec.

## Polityk
Mehring karierę polityczną rozpoczął dość późno w porównaniu z innymi, ówczesnymi działaczami ruchu robotniczego. W latach 90. XIX w. porzucił swoje dawne poglądy liberalno-burżuazyjne, stając się socjaldemokratą. Przez wiele lat współpracował z „Die Neue Zeit”, czasopismem teoretycznym socjaldemokracji niemieckiej. W swoich artykułach i polemikach zwalczał rewizjonizm, w którym widział oportunistyczny, pozbawiony samodzielności teoretycznej wobec myśli burżuazyjnej, nurt w łonie ruchu robotniczego. W latach I wojny światowej wystąpił z ostrą krytyką przywódców II Międzynarodówki za ich postawę wobec własnych rządów imperialistycznych. W tym czasie, wspólnie z Różą Luksemburg, wydawał pismo „Die Internationale”.
Mehring solidaryzował się z Rewolucją Październikową; w artykułach Marks i Komuna Paryska (1918) i Marks i bolszewicy (1918) bronił W. I. Lenina i jego towarzyszy przed zarzutami, iż podnosząc masy do rewolucji proletariacko-socjalistycznej w warunkach ekonomicznych temu niesprzyjających odrzucili zasadnicze tezy teorii Karola Marksa i Fryderyka Engelsa.

## Filozof
Mehring był wybitnym znawcą klasycznej i współczesnej filozofii niemieckiej. Jako jeden z pierwszych marksistów dokonał krytycznej analizy filozofii Arthura Schopenhauera i Fryderyka Nietzschego. W rozprawach z dziejów filozofii uzasadniał tezę, iż współczesna burżuazja niemiecka wyrzekła się swoich wielkich myślicieli przeszłości, a dziedzicem zasadniczych wartości intelektualnych i ideologicznych głoszonych przez Immanuela Kanta, J. G. Fichtego i G. W. F. Hegla stał się rewolucyjny proletariat.
Jeszcze za życia Engelsa Mehring podjął pionierską próbę stworzenia podstaw marksistowskiej estetyki i literaturoznawstwa. W 1893 opublikował pracę Legenda o Lessingu, w której udowadniał, że nie da się utrzymać w konfrontacji z faktami żadna dotychczasowa interpretacja dorobku twórczego oraz postawy społeczno-politycznej wielkiego pisarza niemieckiego G. E. Lessinga. Praca ta stanowiła dowód możliwości zastosowania teorii materializmu historycznego do badania zjawisk kultury i sztuki, które uchodziły dotąd za niepodzielną domenę idealizmu; została oceniona przez Engelsa jako udana w zasadzie próba sformułowania teorii powstania oświeceniowego despotyzmu pruskiego.
Mehring był też jednym z pierwszych systematyzatorów materializmu historycznego i znakomitym polemistą w dyskusjach z burżuazyjnymi krytykami marksizmu. W rozprawie O materializmie historycznym, dołączonej do I wydania Legendy o Lessingu, sformułował dyrektywę metodologiczną, iż materializm historyczny powinien być stosowany także w badaniu swojej własnej historii oraz ukazał jakościowe różnice między materializmem marksowskim a naturalizmem materialistycznym. Zdaniem Mehringa jednak zasadnicze przeciwieństwo występuje między materializmem historycznym a idealistycznym pojmowaniem historii; we wszystkich swoich rozprawach zwalczał różne postacie „ideologicznej” filozofii dziejów: przeświadczenie o niezależności idei względem zjawisk ekonomiczno-klasowych, teorie upatrujące w państwie zasadniczą siłę dziejotwórczą, koncepcje historii jako dzieła wielkich polityków, wodzów i prawodawców. Słabością polemik Mehringa z idealizmem historycznym była jednak – na co zwracał uwagę już Fryderyk Engels – nieumiejętność pozytywnego, materialistyczno-dialektycznego rozwiązania problemów roli świadomości, państwa itp. w procesie dziejowym.
W pracy Historia socjaldemokracji niemieckiej (t. 1–4, 1897–1904), cieszącej się wśród współczesnych wielką popularnością (do 1922 praca miała 12 wydań), oraz w pracy Karol Marks. Historia jego życia (1918) Mehring urzeczywistniał swoją dyrektywę, iż dzieje marksizmu powinny być ujmowane zgodnie z naczelnymi tezami materializmu historycznego. Dzieje socjaldemokracji niemieckiej stanowiły dla Mehringa jedynie fragment ogólnej historii Niemiec i Europy Zachodniej. Historia socjaldemokracji niemieckiej zawiera analizę powstania i rozwoju proletariatu europejskiego i niemieckiego; jest jednocześnie historią walki wszystkich klas konstytuujących ówczesne Niemcy oraz historią przednaukowego i naukowego socjalizmu. Badania Mehringa nad genezą i rozwojem materializmu historycznego, uwieńczone biografią Karola Marksa, nadal stanowią fundament i jeden z zasadniczych punktów odniesienia dla studiów marksistowskich w tej dziedzinie.

## Twórczość
- F. Mehring, Historia socjaldemokracji niemieckiej, wyd. pol.: Książka i Wiedza, t. 1 – 1963, t. 2–3 – 1964, t. 4 – 1965;
- F. Mehring, Karol Marks. Historia jego życia, I wyd. pol.: Spółdzielnia Księgarska „Książka”, Warszawa 1923; II wyd. pol.: KiW, Warszawa 1950 (kopia cyfrowa I wyd. pol.);
- F. Mehring, Legenda o Lessingu, wyd. pol.: KiW, Warszawa 1960;
- F. Mehring, O materializmie historycznym, wyd. pol.: KiW, Warszawa 1950 (kopia cyfrowa udostępniona przez SKFM UW w 2008 r.).